# 노스 텍사스 대학교
노스 텍사스 대학교(University of North Texas, UNT)는 미국 텍사스주 덴턴에 위치한 공립 연구형 대학이다. 1890년에 사립의 남녀공학 사범대학으로 설립되었다. 노스 텍사스 대학교 시스템에 속하며 댈러스와 포트워스의 추가 대학교들을 포함한다. 프리스코 (텍사스주)에도 캠퍼스가 있다.
14개 칼리지와 스쿨로 구성된다.